# Клятва в зале для игры в мяч (картина)

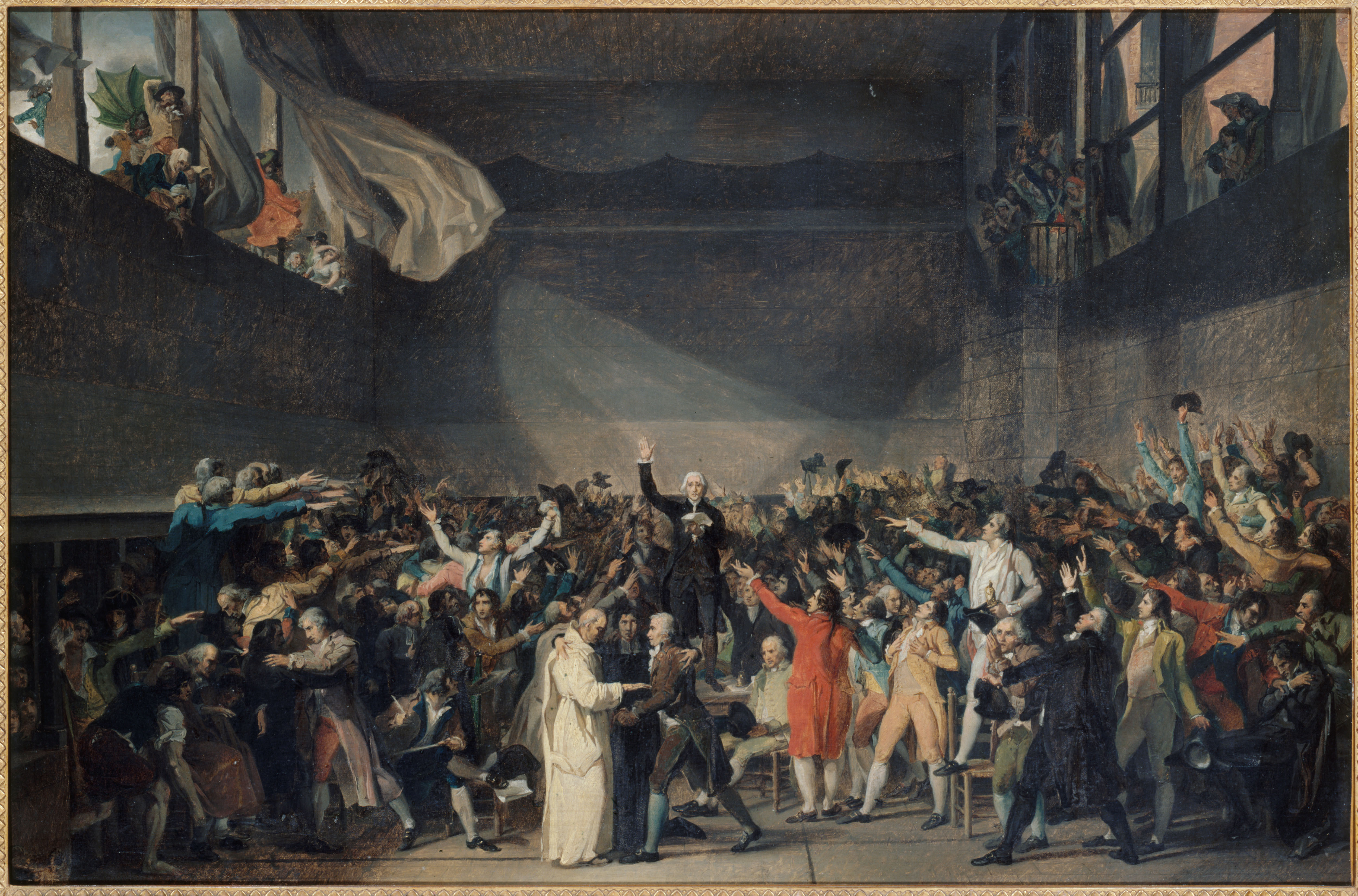
Клятва в зале для игры в мяч в Версале 20 июня 1789 года. 1790—1794. Холст, масло. Музей Карнавале, Париж

«Клятва в зале для игры в мяч» (фр. Le Serment du Jeu de paume) — неоконченная картина французского художника Жака Луи Давида, над которой он работал с 1790 по 1794 год.

## Предыстория
Клятва в зале для игры в мяч — первое открытое выступление третьего сословия против короля в самом начале Великой французской революции, происшедшее в версальском зале для игры в мяч 20 июня 1789 года. В этот день 577 депутатов Генеральных штатов во главе с Жаном Сильвеном Байи принесли торжественную присягу не расходиться и собираться всюду, где потребуют обстоятельства, до тех пор, пока не будет создана и утверждена на прочных основаниях конституция королевства.

## Картина Давида
На следующий год Бертран Барер и Эдмон Дюбуа де Крансе предложили заказать «художнику Революции» Давиду монументальное полотно с изображением этого знаменательного события. Намереваясь изобразить на холсте размерами 10 на 6 метров сотни депутатов, Давид выполнил множество подготовительных портретных эскизов. Картина, помещённая во дворе Версаля должна была стать наиболее грандиозным проектом молодой республики в области искусства.
Финансирование, однако, быстро иссякло. Давид объявил подписку на гравюры по эскизам будущей картины, но они также расходились плохо. Конвент финансировать завершение работ отказался. По мере радикализации революции многие из запечатлённых на картине депутатов были казнены и из героев превратились в предателей. Подверглась переоценке роль графа Мирабо. По этим причинам Давид в 1794 году прекратил работать над этим произведением. Оно так и осталось незавершённым.

Эскиз картины. 1791. Бумага, кисть, перо, сепия, белила. Версаль
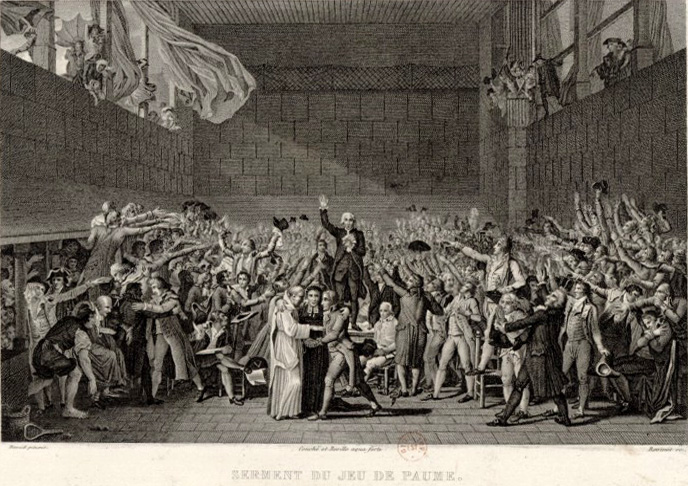
Ж. Куше. Гравюра по неоконченной картине Давида. Офорт, резец
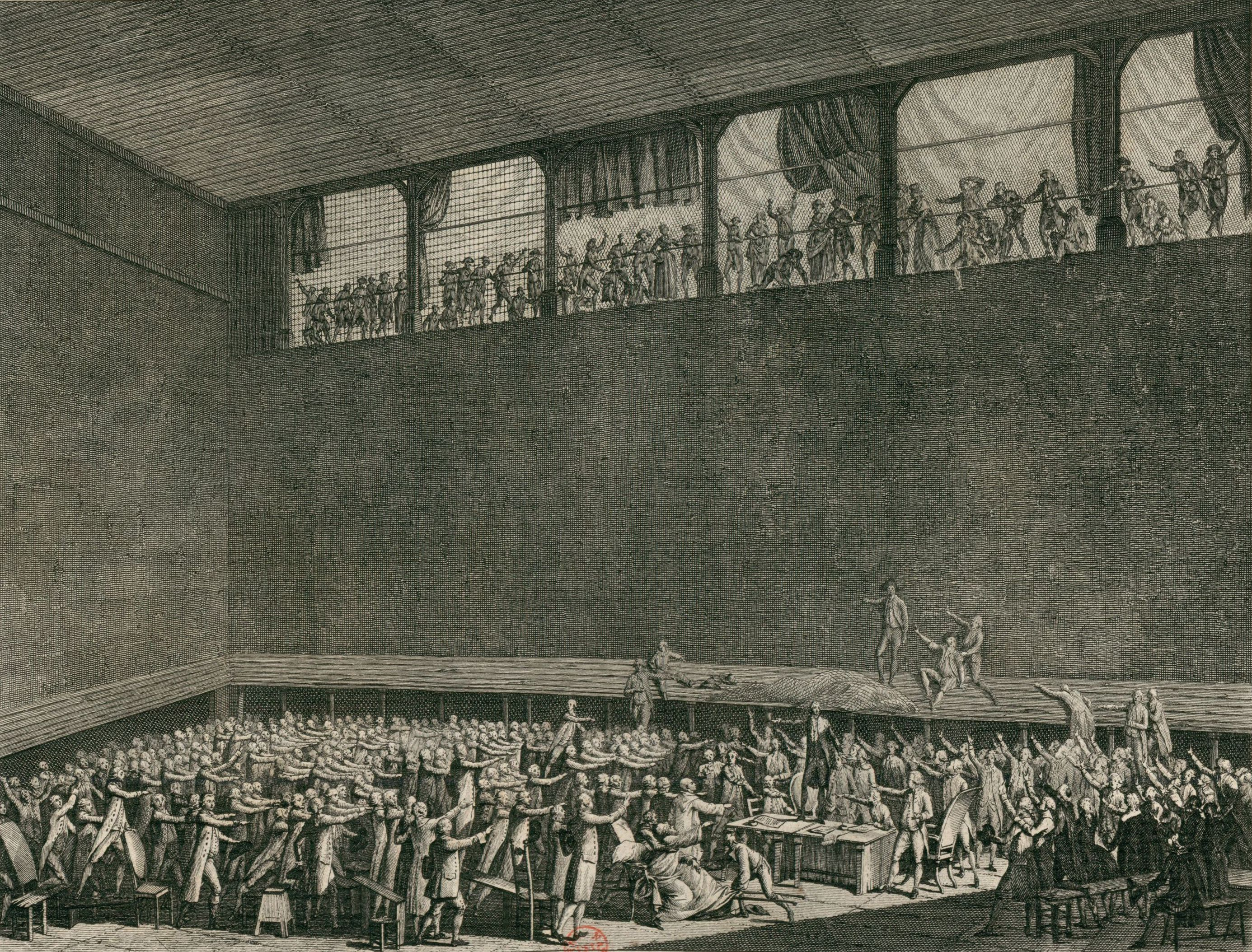
Клятва в зале для игры в мяч в Версале 20 июня 1789 года. 1802. Офорт П.-Г. Берто по рисунку Ж.-Л. Приёра